# Dvor
Gli dvor sono delle unità militari scelte degli eserciti russi del medioevo.
In particolare gli dvor, a differenza delle družina, erano sia nobili che russi e spesso crescevano assieme al nobile che proteggevano in battaglia (spesso un boiardo).
Combattevano sia a cavallo che appiedati ed erano una delle unità più temibili esistenti.
Protetti da una brigantina completa (spesso anche il cavallo se non erano appiedati) e da uno scudo ovale, attaccavano il nemico con una poderosa quanto letale ascia a due mani.
Truppa di scorta e d'élite, gli dvor vedranno la loro fine a causa dei cosacchi che apprenderano prima e meglio l'uso dei moschetti e delle armi da fuoco e che quindi li sostituiranno come unità nei ranghi militari russi.